# Dejanira quadripunctata
Dejanira quadripunctata là một loài bọ cánh cứng trong họ Cerambycidae.